# Тунберг, Грета
Гре́та Тинтин Элеоно́ра Э́рнман Ту́нберг (швед. Greta Tintin Eleonora Ernman Thunberg МФА: [ˈɡrêːta ˈtʉ̂ːnbærj]о файле; род. 3 января 2003, Стокгольм, Швеция) — шведская экологическая активистка, получившая международную известность и признание за продвижение мнения о неизбежном экзистенциальном кризисе для человечества в результате изменения климата. Известна прямолинейной манерой общения и резкой критикой политических деятелей за их неспособность, по её мнению, предпринять достаточные действия для решения экологических проблем.
В августе 2018 года, когда ей было 15 лет, Тунберг начала протестовать возле шведского парламента с плакатом «Школьная забастовка за климат» (швед. Skolstrejk för klimatet), призывая к незамедлительным действиям по борьбе с экологическими проблемами. Её действия нашли отклик по всему миру, породив массовые мероприятия, известные как «Пятницы ради будущего». В том же году Тунберг выступила на конференции ООН по изменению климата. В 2019 году были проведены акции протеста в разных городах с участием более чем миллиона людей. Её фраза «Как вы смеете!» (англ. How dare you!), произнесённая на саммите ООН по изменению климата в 2019 году, была широко освещена в прессе и интернете.
Быстрый рост известности и возросшее влияние шведской активистки на мировой арене было описано газетой The Guardian как «эффект Греты». За свою деятельность Тунберг получила множество наград и почестей, в 2019 году попала в список 100 самых влиятельных людей мира по версии журнала Time, а также этим же изданием была признана «Человеком года». Она попадала в список 100 самых влиятельных женщин мира по версии Forbes и два раза была номинирована на Нобелевскую премию мира: в 2019 и 2020 году.

## Ранние годы
Родилась 3 января 2003 года в Стокгольме, в семье оперной певицы Малены Эрнман и актёра Сванте Тунберга. Её дед по отцовской линии Олаф Тунберг был актёром и режиссёром. По словам самой Греты, впервые она услышала об изменении климата в 8 лет, но не могла понять, почему никто не пытается что-то с этим сделать. В возрасте 11 лет Тунберг впала в депрессию, перестала есть и разговаривать. У неё был обнаружен синдром Аспергера (мягкая форма расстройства аутистического спектра), обсессивно-компульсивное расстройство и селективный мутизм. Синдром Аспергера Грета считает для себя «даром», который определяет её видение мира, в отличие от большинства, в «очень чёрно-белом цвете». Родители Греты связывают с этим синдромом её принципиальность и категоричность. Отцу Греты не нравилось, что она пропускает школу, но он сказал, что уважает её мнение и хочет, чтобы она была счастлива. В течение двух лет Тунберг уговаривала родителей сменить свой образ жизни для уменьшения углеродного следа в природе и общего воздействия на окружающую среду, в итоге семья стала следовать принципам веганства и отказалась от использования воздушного транспорта. По словам самой Греты, после того, как её родителей не убедила информация о нанесении вреда окружающей среде, она сказала им, что они крадут её будущее. Отказ от полётов стал одной из причин для её матери отказаться от карьеры оперной певицы. О взаимоотношениях семьи Греты Тунберг рассказывается в книге «Сцены из сердца», которая была выпущена в 2018 году.

## Экологический активизм

### Школьная забастовка за климат

#### Забастовка возле шведского парламента
В мае 2018 года Грета Тунберг стала одним из победителей на конкурсе статей о климате, организованном шведской газетой Svenska Dagbladet. Газета опубликовала её статью, после чего с ней связался активист Бу Торен из экологической организации Fossilfritt Dalsland. Тунберг посетила несколько их встреч, и на одной из них Торен высказал идею, что школьники могли бы начать забастовку против изменения климата. По дальнейшему заявлению Тунберг, идея была основана на забастовках американских школьников, напуганных массовыми расстрелами в школах штата Флорида. Она пыталась убедить других молодых людей принять участие в забастовке, но «никого это не заинтересовало», так что она решила бастовать в одиночку. 20 августа 2018 года Тунберг, перешедшая в девятый класс, решила не посещать школу до парламентских выборов в Швеции 9 сентября, её протест начался после лесных пожаров во время самого жаркого лета в Швеции за 262 года наблюдений. В течение трёх недель во время школьных занятий она сидела возле здания парламента Швеции, держа в руках плакат с надписью «Skolstrejk för klimatet» (со швед. — «Школьная забастовка за климат»). Требования Греты заключались в том, чтобы шведское правительство отреагировало на климатические проблемы. Впоследствии она рассказала, что учителя поддержали её мнение, однако с профессиональной точки зрения они не одобряли данные действия.

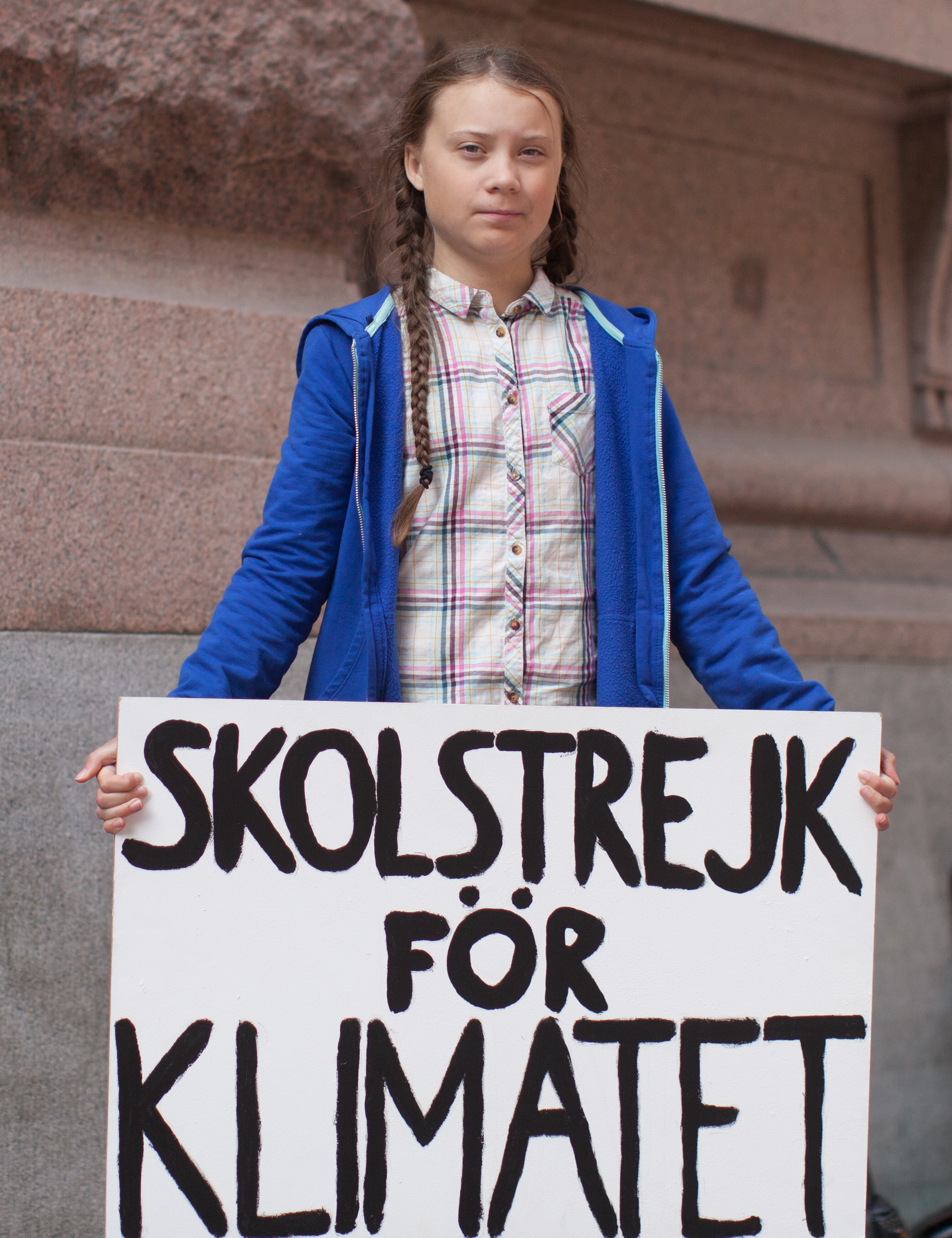
Грета Тунберг возле здания шведского парламента, август 2018 года

#### Активизм в социальных сетях и выступления в Европе
Тунберг опубликовала фотографию своего первого дня забастовки в Instagram'е и Twitter'е, данные публикации быстро распространились по интернету. Впоследствии к ней присоединились и другие активисты. В первую неделю забастовки о Грете Тунберг написали шесть крупнейших газет Швеции, она дала интервью шведскому и датскому телевидению, а также побеседовала с двумя шведскими политиками. Профили Греты в социальных сетях привлекли внимание журналистов, которые чуть более недели спустя придали забастовке международную огласку. Одним из первых людей, серьёзно повлиявших на распространение информации о Тунберг, стал шведский PR-специалист Ингмар Рентцхог. Незадолго до этого он создал свою интернет-платформу для экоактивистов под названием We Don’t Have Time и затем, используя её имя, сумел привлечь в него более миллиона долларов, однако сама Тунберг не получила никаких денег и её семья позже заявила, что Рентцхог использовал имя Греты без согласования. В интервью изданию Svenska Dagbladet Сванте Тунберг пожаловался, что он не предупреждал его о том, что собирается делать, и выражал сожаление, что его семью использовали в коммерческих целях.

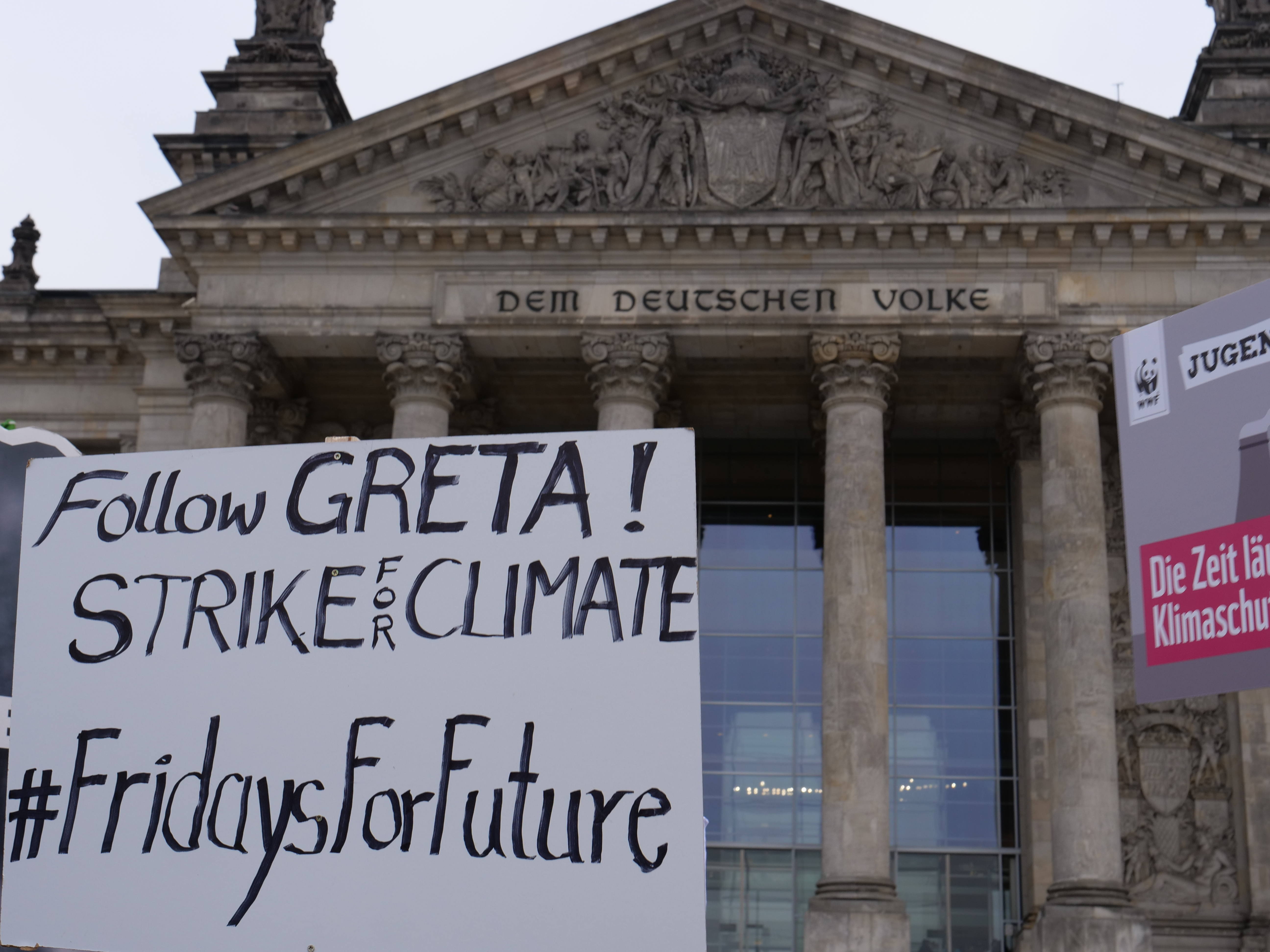
Протест в Берлине, декабрь 2018 года

В дальнейшем экологические забастовки переросли из одиночного протеста в демонстрации по всей Европе, чему поспособствовала сама Грета, которая выступила с громкими публичными выступлениями. После выборов в декабре 2018 года Тунберг продолжила бастовать по пятницам. Она вдохновляла школьников по всему миру участвовать в студенческих забастовках. Более 20 тысяч студентов провели забастовки не менее чем в 270 городах.
Речь Тунберг на пленарном заседании конференции ООН по изменению климата в 2018 году получила широкое распространение. Она сказала, что присутствующие мировые лидеры «недостаточно взрослые, чтобы сказать так, как есть». В первой половине 2019 года Грета присоединилась к различным студенческим протестам по всей Европе и была приглашена на различные форумы. Она выступила на Всемирном экономическом форуме в январе 2019 года. 21 февраля 2019 года Тунберг выступила на конференции Европейского социально-экономического комитета. В марте она посетила Берлин, где выступила перед тысячами людей, которые собрались перед Бранденбургскими воротами. 30 марта Грета получила специальный приз немецкой «Золотой камеры». В своей благодарственной речи на церемонии вручения она призвала знаменитостей использовать своё влияние, чтобы помочь в борьбе с климатическим кризисом. Помимо прочего, Тунберг по-прежнему устраивала регулярные акции протеста перед зданием шведского парламента каждую пятницу. Несмотря на пропуски занятий в школе, Грета окончила среднюю школу с хорошими оценками. В апреле на встрече с представителями Европейского парламента в Страсбурге она раскритиковала присутствующих «за три срочных саммита из-за брексита и ноль срочных саммитов из-за разрушения климата и окружающей среды». После окончания её речи зал разразился долгими аплодисментами. Также в апреле Грета пообщалась с папой римским Франциском во время общей аудиенции в Ватикане. Грета поблагодарила папу за то, что он выступает в защиту экологии. Франциск ответил ей: «Храни тебя Господь. Продолжай делать то, что делаешь. Иди вперёд!». В мае 2019 года Грета встретилась с Арнольдом Шварценеггером, генеральным секретарём ООН Антониу Гутерришем и президентом Австрии Александром Ван дер Белленом на конференции, организованной Шварценеггером в целях ускорения выполнения Парижского соглашения 2015 года. В июле 2019 года стало известно о её намерении отправиться в путешествие по Америке для посещения различных мероприятий.

### Путешествие в Америку
В августе 2019 года Грета Тунберг отправилась из английского города Плимут в американский Нью-Йорк через Атлантический океан на парусной яхте, оснащённой солнечными батареями и генераторами. Однако позже появилась информация, что члены экипажа впоследствии воспользуются самолётом, что вызвало негодование общественности. В сентябре Тунберг выступила в специальном комитете по климатическому кризису Палаты представителей Конгресса США. Вместо заготовленной речи она представила специальный доклад экспертов о глобальном потеплении. 23 сентября Тунберг приняла участие в саммите ООН по изменению климата в Нью-Йорке. В тот же день в ЮНИСЕФ состоялась пресс-конференция, на которой Тунберг вместе с другими детьми объявила о подаче официальной жалобы на страны, которые не в состоянии справиться с климатическим кризисом, утверждая, что это нарушает права ребёнка.
Это всё неправильно. Я не должна быть здесь. Я должна быть в школе по другую сторону океана. Тем не менее, вы приходите к нам, молодым людям, за надеждой. Как вы смеете! Вы украли мои мечты и моё детство своими пустыми словами. И всё же я одна из тех, кому повезло. Люди страдают. Люди умирают. Целые экосистемы рушатся. Мы находимся в начале массового вымирания, и всё, о чём вы можете говорить, это деньги и сказки о вечном экономическом росте. Как вы смеете!

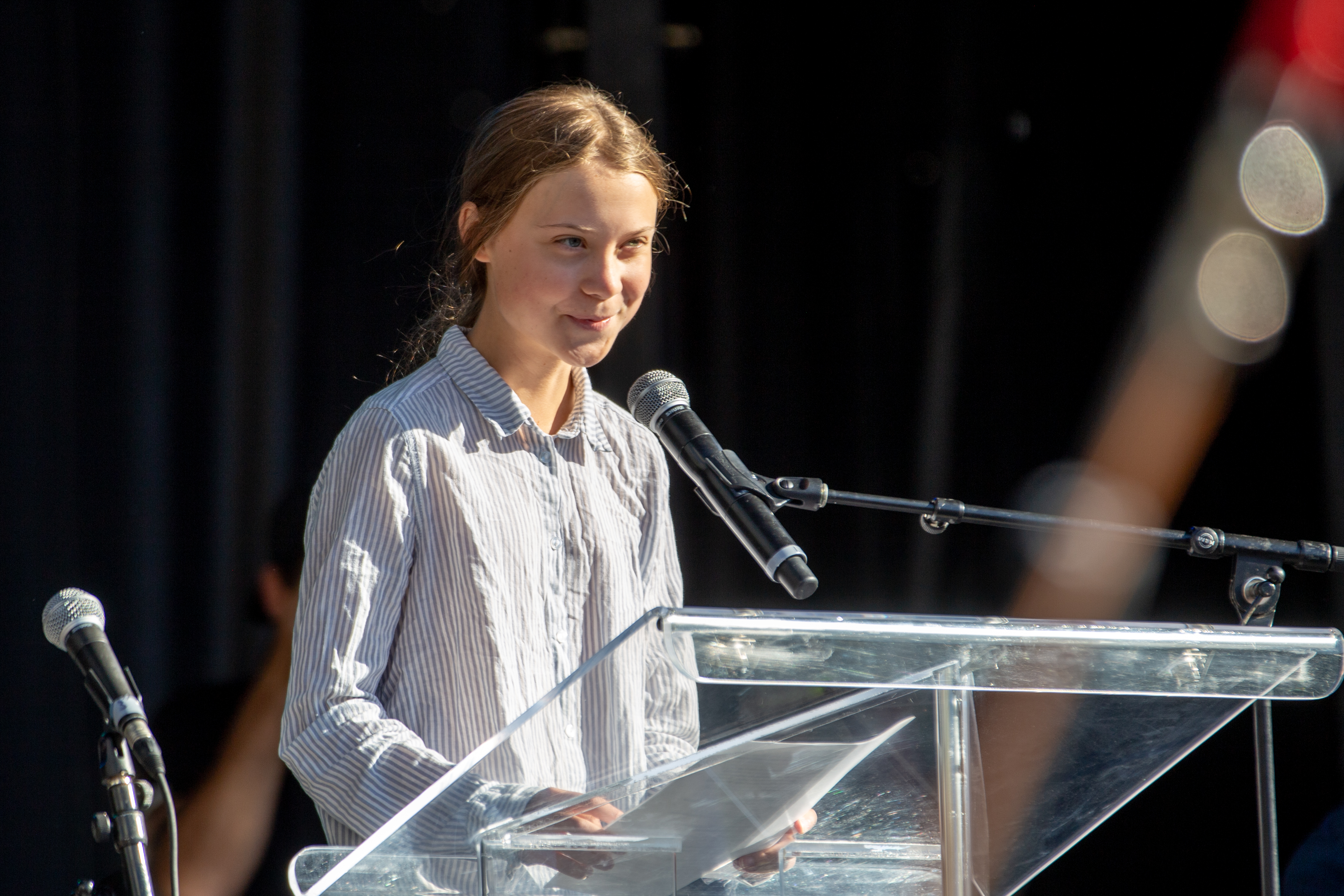
Грета Тунберг выступает на протесте в Монреале, сентябрь 2019 года

В Канаде Тунберг участвовала в акциях протеста в Монреале, Эдмонтоне и Ванкувере. Всего в забастовках из-за климатического кризиса в сентябре 2019 года приняло участие более четырёх миллионов человек по всему миру. В акции протеста в Монреале приняли участие сотни тысяч человек, из-за чего она стала одной из самых крупных в истории города. На ней присутствовал и премьер-министр Канады Джастин Трюдо, который также пообщался с Тунберг. В США Грета также приняла участие в некоторых акциях протеста. Тунберг намеревалась остаться на континенте до декабря и принять участие в конференции Организации Объединённых Наций по изменению климата в чилийском Сантьяго, однако впоследствии из-за возникших протестов конференция была перенесена в столицу Испании — Мадрид. В середине ноября Тунберг отплыла в Европу.

### Дальнейший активизм в Европе
В начале декабря Тунберг прибыла на континент и отправилась в Мадрид. Во время конференции Грета призвала к более конкретным действиям, утверждая, что глобальная волна забастовок за предыдущий год ничего не достигла, потому что выбросы парниковых газов продолжали увеличиваться.
В конце декабря 2019 года Тунберг была приглашена на программу BBC Radio для обсуждения текущей ситуации в мире. 11 января 2020 года Грета Тунберг призвала немецкую компанию Siemens прекратить поставки оборудования на угольную шахту Кармайкл в Австралии, которая наносит большой вред окружающей среде. Впоследствии Siemens заявил о продолжении поставок. 21 января 2020 года Тунберг вновь выступила на Всемирном экономическом форуме, проходившем в швейцарском Давосе. 4 марта Грета приняла участие во внеочередном заседании комитета Европейского парламента по окружающей среде. В связи с активностью пандемии COVID-19 на протяжении 2020 года традиционные протестные акции было провести сложно. В связи с этим с марта 2020 года протесты стали проводиться в Интернете. 20 августа, во вторую годовщину своей первой школьной забастовки, Тунберг вместе с другими активистами встретилась с канцлером Германии Ангелой Меркель. В начале декабря 2020 года правительство Новой Зеландии объявило о чрезвычайной ситуации из-за изменения климата, однако Тунберг раскритиковала эти действия, так как по её мнению это лишь демонстрация добродетели, не подкреплённая какими-либо решительными действиями. В ответ премьер-министр Новой Зеландии Джасинда Ардерн отметила, что страна действительно намерена смягчить последствия изменения климата.
25 февраля 2022 года Грета Тунберг выступила против вторжения России на Украину. В июне 2023 года в составе Международной рабочей группы по экологическим последствиям войны Тунберг встретилась в Киеве с президентом Украины Владимиром Зеленским. Основной темой встречи были экологические последствия подрыва Каховской ГЭС.
В октябре 2023 года Грета Тунберг выступила против военных действий Израиля в секторе Газа, проводимых в ответ на вторжение ХАМАС 7 октября, и поддержала палестинцев.
В начале июня 2025 года судно Madleen с Гретой Тунберг и еще 11 активистами отплыло с Сицилии, его отправила «Флотилия свободы» — движение, которое пытается доставлять гуманитарные грузы в сектор Газа. Судно везло гуманитарную помощь: детское питание, муку, рис, памперсы, средства женской гигиены, наборы для опреснения воды, медицинские принадлежности, костыли и протезы. При этом власти Израиля рассматривают попытки нарушить морскую блокаду сектора Газа как содействие деятельности ХАМАС, поэтому в ночь на 9 июня 2025 года ЦАХАЛ провела операцию по перехвату судна. Тунберг заявила: «Мы были перехвачены и похищены в международных водах израильскими оккупационными силами или силами, поддерживающими Израиль. Я призываю моих друзей, семью и товарищей оказать давление на шведское правительство, чтобы меня и остальных освободили как можно скорее». Министерство иностранных дел Израиля назвало Madleen яхтой для селфи», а целью активистов — саморекламу и заявило, что на борту было «менее одного грузовика гуманитарной помощи», ее обещали отправить в Газу.

## Мнение об изменении климата
Тунберг считает, что человечество сталкивается с экзистенциальным кризисом из-за глобального потепления, виня взрослое поколение в создании данной проблемы. Она использует громкие высказывания в отношении влияния на мир экологических проблем, зачастую при общении с политическими лидерами прямо заявляя об их неспособности предпринять действенные меры.
Грета утверждает, что у её поколения, вероятно, больше нет будущего, потому что оно «было продано, чтобы небольшое количество людей могло заработать немыслимые суммы денег». Тунберг выражает поддержку другим молодым активистам из развивающихся стран, которые сталкиваются с пагубными последствиями изменения климата. Выступая в Мадриде в декабре 2019 года, она сказала: «Мы говорим о нашем будущем, они говорят о своем настоящем». Выступая на международных форумах, она заявляет об отсутствии принятия серьёзных мер для сокращения глобальных выбросов. По её словам, политики должны прислушиваться к учёным и принимать необходимые меры, она же пытается донести информацию от них. В феврале 2019 года она заявила, что нынешнее намерение ЕС сократить выбросы на 40 % к 2030 году недостаточны, реальная цель должна составить сокращение выбросов на 80 %.

## Общественный резонанс и влияние

### Оценки деятельности
Отношение к Грете Тунберг в мире простирается от критических высказываний и высмеивания до уважения и восторга. В феврале 2019 года 224 учёных подписали открытое письмо поддержки, в котором говорилось о том, что они были вдохновлены действиями Тунберг и других школьников. В декабре 2018 и в мае 2019 годов Грета встретилась с генсеком ООН Антониу Гутерришем, который сказал: «Моему поколению не удалось должным образом отреагировать на серьёзную проблему изменения климата. Молодые люди чувствуют это. Неудивительно, что они разозлены». Участники президентских выборов в США 2020 года Камала Харрис, Бето О’Рурк и Берни Сандерс выразили поддержку Грете Тунберг после одного из её выступлений в 2019 году. Канцлер Германии Ангела Меркель отметила, что молодые активисты, такие как Тунберг, вынудили правительства стран быстрее реагировать на проблемы изменения климата. Премьер-министр Австралии Скотт Моррисон заявил, что Тунберг разжигает «ненужную тревогу» среди детей его страны. Также действия шведской экоактивистки подверглись критике со стороны президента России Владимира Путина, организации ОПЕК и экс-президента США Дональда Трампа. В октябре того же года Путин назвал Тунберг «доброй и очень искренней девушкой», предположив, что ею манипулируют для продвижения других интересов. Он также назвал её «плохо осведомлённой». В декабре Дональд Трамп отрицательно высказался в отношении Тунберг после того, как она была названа «человеком года» по версии журнала Time.
Довольно забавно, когда единственное, что люди могут сделать — это высмеять вас или рассказать о вашей внешности или личности, поскольку это означает, что у них нет аргументов или им больше нечего сказать.
Существует мнение, что за общественной деятельностью Греты стоят лоббисты и группы интересов, использующие её и преследующие свои цели. 10 октября 2019 года ВЦИОМ провёл опрос об отношении россиян к Грете Тунберг. Её имя знакомо 37 % совершеннолетних участников опроса. Из них 40 % относятся к её деятельности «скорее положительно», 27 % — «скорее отрицательно» и 31 % — «безразлично».
По мнению британского журналиста Джо Сандлера Кларка, после того, как школьные забастовки за климат Тунберг стали предметом всеобщего внимания, люди, отрицающие изменение климата, предприняли попытки дискредитировать её. Колумнист леволиберального издания The Guardian Адитья Чакрабортти отмечает, что их критика Греты Тунберг принимала форму «грязных личных выпадов». В Швеции деятельность Греты Тунберг подверглась критике со стороны отдельных правых политиков и публицистов. Журналистка Изобель Хэдли-Кампц в финской газете Hufvudstadsbladet высказала мнение, что политиков провоцирует тот факт, что Тунберг делает свою работу лучше, чем они сами.
Полиция Дели открыла ПИО по факту публикации Гретой инструкции по поддержке фермерских протестов.
В марте 2023 года Университет Хельсинки присвоил Тунберг звание почётного доктора факультета теологии.
Критике подвергалась политическая позиция Тунберг, занятая ею с начала обострения израильско-палестинского конфликта в октябре 2023 года. В частности, выступая в защиту жертв с палестинской стороны, активистка в своих выступлениях и постах в социальных сетях никак не комментировала факта убийства и захвата в заложники многочисленных израильтян во время атаки ХАМАС 7 октября. Кроме того, резкую реакцию вызвал её пост в Instagram и X. В этом посте она разместила фотографию, на которой присутствовал, в частности, игрушечный осьминог. Это было воспринято как отсылка к антисемитским клише о опутавшем мир своими щупальцами еврейском спруте, популярным в том числе в годы нацистского террора. Тунберг внесла изменения в фотографию, вырезав из неё осьминога, и объяснила, что аутисты используют это животное для передачи эмоций и что она не подозревала о другом символическом значении. Через несколько дней в СМИ появилась информация о том, что на демонстрации в Швеции Тунберг скандировала вместе с другими участниками лозунг «Мы сокрушим сионизм» (швед. Krossa sionismen). 11 ноября на 70-тысячной демонстрации в защиту окружающей среды она выступила с требованием прекращения огня в Газе, что заставило одного из участников митинга выйти на трибуну с протестом против внесения политической тематики в экологическую повестку. Несколько национальных отделений движения «Пятницы ради будущего» объявили о разрыве связей с шведским отделением и лично Тунберг, заявив, что она их не представляет.

### «Эффект Греты»
Тунберг вдохновила многих сверстников на начало протестной деятельности, что названо «эффектом Греты». Политики разных взглядов также признали необходимость сосредоточиться на решении проблем изменения климата. Министр охраны окружающей среды Великобритании Майкл Гоув сказал: «Когда я слушал вас, я испытывал огромное восхищение, а также ответственность и вину. Я из поколения ваших родителей, и я признаю, что мы не предприняли достаточных мер для предотвращения экологического кризиса». Британский политик Эд Милибэнд, который курировал закон об изменении климата в 2008 году, сказал: «Вы разбудили нас. Мы благодарим вас. Все молодые люди, объявившие забастовку, подняли зеркало для нашего общества». В феврале 2019 года на тот момент председатель Европейской комиссии Жан-Клод Юнкер заявил, что «в финансовом периоде с 2021 по 2027 год каждый четвёртый евро, потраченный в рамках бюджета ЕС, пойдет на меры по смягчению последствий изменения климата». Вопросы воздействия на климат также сыграли значительную роль на выборах в Европейский парламент в мае 2019 года.

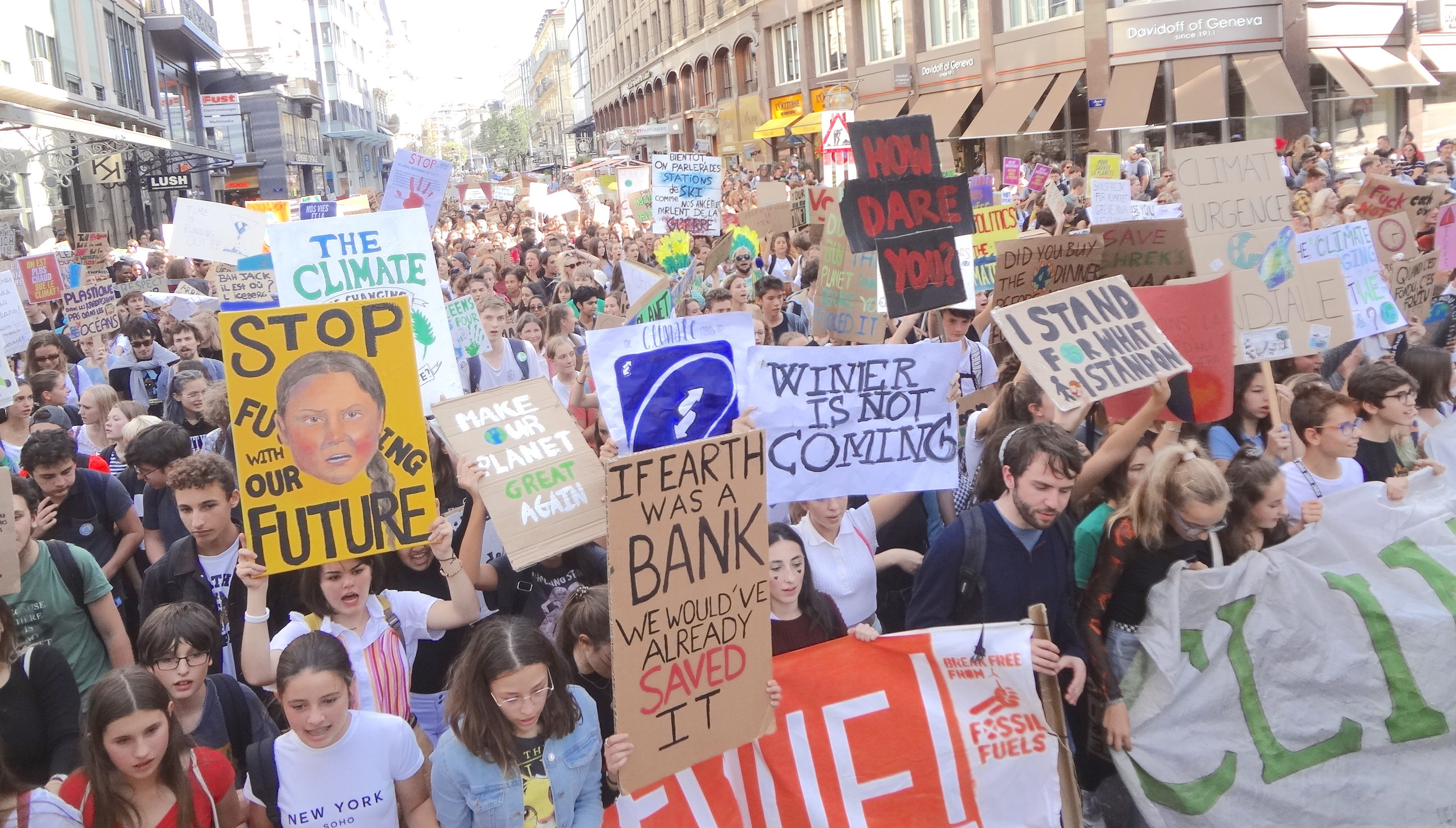
Протест в Женеве, сентябрь 2019 года

В июне 2019 года опрос в Великобритании показал, что беспокойство общественности в отношении окружающей среды возросло до рекордных уровней, в том числе и из-за активизма Греты Тунберг. В августе 2019 года продажи детских книг о климатическом кризисе удвоились по сравнению с предыдущим годом. Издатели связывали это с «эффектом Греты».

### Flight Shame
Тунберг является участницей движения против использования воздушного транспорта по экологическим причинам, предлагая альтернативу в виде поездки на поезде. Впоследствии данное движение обрело название — Flight Shame. По данным Би-би-си, использование самолётов внутри Швеции в 2019 году сократилось на 4 %. В июне 2019 года шведский железнодорожный перевозчик SJ AB сообщил, что число шведов, садящихся в поезд для передвижения по стране, увеличилось на 8 % по сравнению с предыдущим годом, что отражает растущую обеспокоенность общественности о влиянии авиатранспорта на атмосферу.

## Личная жизнь

#### Заболевания
В 11 лет ей поставили синдром Аспергера.

## В массовой культуре
Была выпущена книга, рассказывающая о жизни Греты Тунберг, под названием «Грета и гиганты». Американская художница Элизабет Пейтон в 2019 году нарисовала портрет Тунберг. Также она была изображена на фреске в английском городе Бристоль. Тунберг попала на обложку журнала Time в мае 2019 года, где она была описана как «образец для подражания» и «одна из лидеров следующего поколения». В сентябре этого же года она попала на обложку британского издания журнала Vogue.
Журнал Vice весной 2019 года выпустил документальный фильм о шведской экоактивистке и протестах под названием Make The World Greta Again. В 2020 году вышел документальный фильм про Тунберг от Hulu «Я — Грета». 29 января 2020 года Грета объявила о подаче заявки на регистрацию товарного знака на своё имя, название протеста «Пятницы ради будущего» и фразу «Школьная забастовка за климат» для защиты своего движения от коммерческих интересов. Она говорит, что не заинтересована в товарных знаках, но «это нужно сделать», потому что её имя и название движения постоянно используются в коммерческих целях без согласования. В феврале этого же года Би-би-си объявило, что собирается выпустить сериал о Грете Тунберг и её деятельности. В мае Тунберг появилась в клипе американской рок-группы Pearl Jam. В марте 2021 года на территории Винчестерского университета была установлена статуя Греты Тунберг в натуральную величину.

## Награды и почести
- Входит в список 25 самых влиятельных подростков мира по версии журнала Time в 2018 году[153].
- Дважды номинирована на получение Нобелевской премии мира: в 2019 и 2020 году[10][154][155].
- В марте 2019 года была признана «женщиной года» в Швеции[156].
- Обладательница премии Рейчел Карсон[англ.] 2019 года, которая присуждается женщине, зарекомендовавшей себя выдающейся работой в области окружающей среды в Норвегии или на международном уровне[157][158].
- В марте 2019 года стала обладательницей премии «Золотая камера»[англ.]. Тунберг посвятила её активистам, протестующим против уничтожения леса Хамбах, расположенного между Кёльном и Ахеном[159][160].
- Обладательница премии фонда Fritt Ord[англ.], которую она получила в апреле 2019 года. Тунберг пожертвовала полученные средства активистам, протестующим за прекращение поисков нефтяных месторождений Норвегией в Арктике[161].
- В апреле 2019 года журнал Time включил Грету Тунберг в список 100 самых влиятельных людей мира[162].
- В апреле 2019 года Тунберг стала обладательницей премии Laudato si’, которая присуждается по второй энциклике папы римского Франциска[163].
- В мае 2019 года была награждена почётной докторской степенью от университета Монса[164][165].
- В июне 2019 года Грета и движение «Пятницы ради будущего» получили звание «Посол совести»[англ.] — высшую награду организации Amnesty International. Грета сказала, что эта награда одинаково принадлежит всем, кто участвовал в забастовках в защиту климата[166][167].
- В июле 2019 года во Франции Грета получила «Премию Свободы» в присутствии ветеранов высадки в Нормандии. Она объявила, что передаст эти средства четырём организациям, работающим «за климатическую справедливость и помогающим людям на юге планеты, которые уже затронуты и чрезвычайной экологической и климатической ситуацией»[168].
- В сентябре 2019 года получила премию за «Правильный образ жизни»[169].
- В октябре 2019 года была включена в список 100 самых влиятельных и вдохновляющих женщин года по версии Би-би-си[170].
- В октябре 2019 года в её честь был назван новый для науки вид жуков — Nelloptodes gretae[171][172].
- В октябре 2019 года Тунберг получила Международную детскую премию мира совместно с 14-летней Дивиной Малум из Камеруна[173].
- Тунберг отказалась от премии Северного совета[англ.], которая была ей присуждена в октябре 2019 года, заявив, что страны северной Европы не предпринимают достаточных действий для сокращения выбросов в атмосферу[174][175][176].
- В ноябре 2019 года была удостоена звания «женщины года» по версии журнала Glamour[177].
- В декабре 2019 года она была признана «человеком года» по версии Time. Тунберг стала первой обладательницей данного звания, родившейся в XXI веке, а также самой молодой во всей истории[178][179].
- В декабре 2019 года Грета попала в ежегодный список из 10 людей, оказавших наибольшее влияние на науку в этом году, составленный научным журналом Nature[180].
- В конце 2019 года Грета Тунберг попала в список из 100 самых влиятельных женщин мира по версии Forbes[9].
- В феврале 2020 года в честь неё был назван новый вид улиток — Craspedotropis gretathunbergae[181][182].
- В апреле 2020 года Тунберг получила премию Human Act Award, полученные средства она пожертвовала ЮНИСЕФ в рамках помощи в борьбе с коронавирусом[183].
- В июне 2020 года в её честь был назван новый вид пауков — Thunberga greta[184].
- В июле 2020 года Тунберг получила премию от португальского фонда Гюльбенкяна[англ.] за гуманизм и «мобилизацию молодого поколения во имя борьбы с изменениями климата», полученные средства она решила отдать организациям, которые борются за мировую экологию[185].
- В январе 2021 года в её честь был назван Opacuincola gretathunbergae (Verhaege & Haase, 2021), вид улиток семейства Tateidae из Новой Зеландии[186]
- 12 января 2021 года Почта Швеции выпустила серию из 16 почтовых марок, посвящённых достижениям правительства страны по защите окружающей среды. Одна из марок была посвящена Грете Тунберг в знак признания её заслуг по сохранению уникальной шведской природы для будущих поколений. На марке девушка стоит на горной вершине в жёлтом дождевике и смотрит за пролетающей стаей ласточек, иллюстратором выступил Хеннинг Трольбек[187].
- В январе 2022 года в её честь был назван вид центральноамериканских лягушек из семейства Craugastoridae — Pristimantis gretathunbergae (Mebert et al., 2022)[188].